# Riccardo Valla
Riccardo Enzo Luigi Valla (Torino, 9 novembre 1942 – Torino, 14 gennaio 2013) è stato un traduttore, saggista e scrittore di fantascienza italiano.

## Biografia

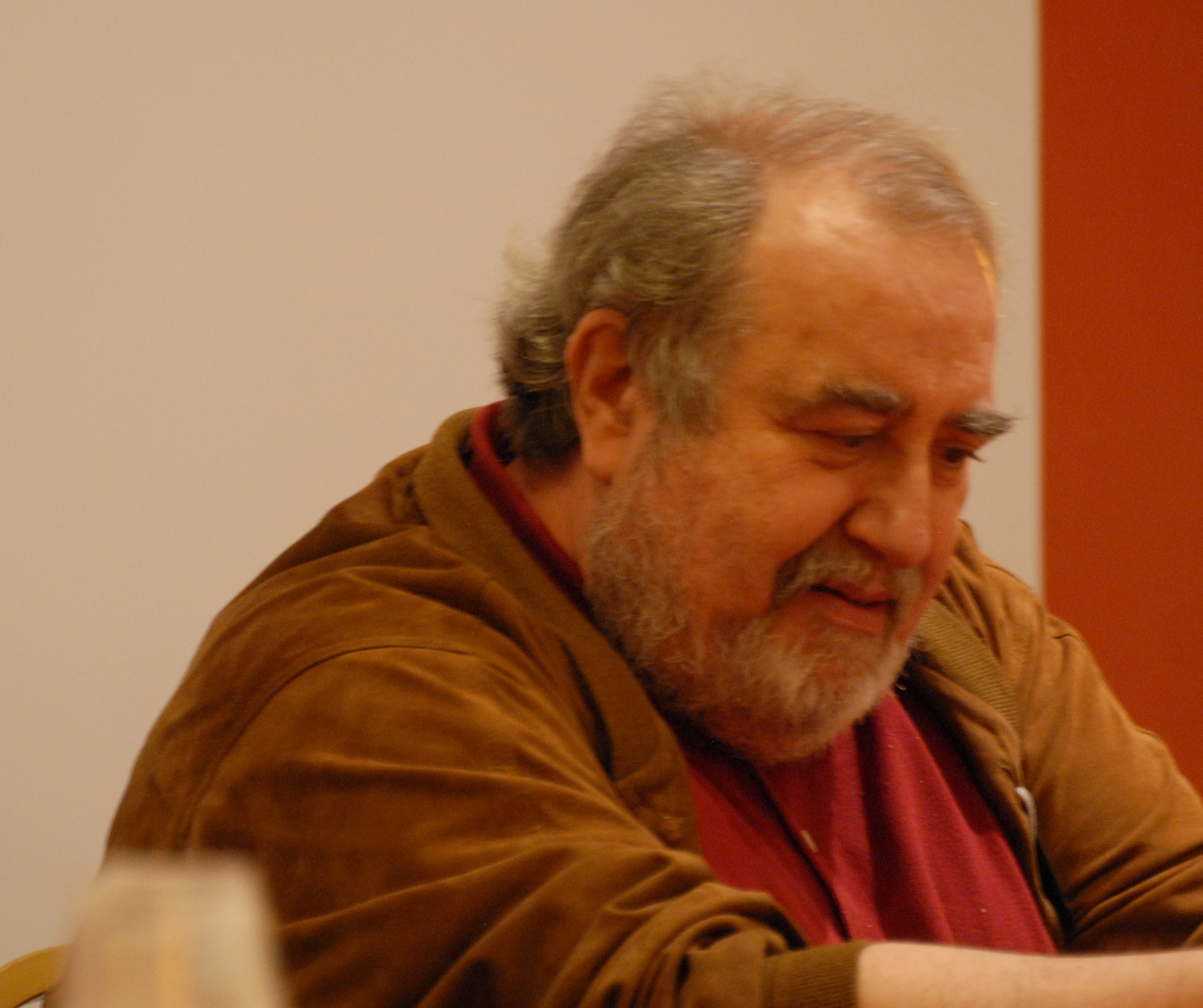
Riccardo Valla nel 2010, durante la convention Deepcon 11 / Italcon 36

Dopo gli studi al Politecnico di Torino, inizia a lavorare attorno al 1969 come redattore scientifico e traduttore per Bollati Boringhieri (all'epoca ancora solo Boringhieri). In carriera ha collaborato con diverse case editrici, tra cui Edizioni Nord - di cui ha curato le collane principali lungo il decennio Settanta -, Tea e Arnoldo Mondadori Editore, casa per cui lavorò in prevalenza come traduttore. Sua fra l'altro la traduzione del celebre romanzo Il codice Da Vinci, del quale scrisse anche una parodia, dal titolo Il Coccige da Vinci, che vinse il Premio Italia.
Pubblicò inoltre articoli su diversi quotidiani e periodici, fra cui Stampa Sera, Tuttolibri, Specchio, Avanti, Robot.
Il suo campo preferito è sempre stato la fantascienza: curò insieme a Ruggero Bianchi le relative voci nel Grande dizionario enciclopedico UTET e scrisse una serie di articoli sui precursori della fantascienza, pubblicati sulla rivista Delos e su Carmilla on Line. 
È stato inoltre il promotore e fino alla morte il presidente del comitato di gestione del Museo del fantastico e della fantascienza (Mu.Fant) di Torino.
È scomparso nel 2013 all'età di 70 anni a seguito di un infarto. 
Il 9 febbraio 2016 è stato deliberato di intitolargli a Torino il piazzale alberato di via Scialoja angolo via Reiss Romoli,, inaugurata ufficialmente davanti al MU.FANT stesso il 17 ottobre 2020.

## Premi e riconoscimenti
- Vincitore del Premio Italia 2013[11] per la categoria miglior traduttore e la categoria migliore articolo su pubblicazione non amatoriale (Il viaggio nello spazio nella prima fantascienza, edito su Alpha Quadrant).
- Vincitore del Premio Italia 2011[12], categoria miglior traduttore.
- Vincitore del Premio Italia 2009[13], categoria miglior traduttore.
- Vincitore del Premio Italia 2006[14], categoria miglior racconto professionale (Il codice da Vinci).